# Grande-Rivière-du-Nord
Pour les articles homonymes, voir Grande Rivière.
Grande-Rivière-du-Nord (Grann Rivyè dinò en créole haïtien) est une commune d'Haïti située dans le département du Nord d'Haïti, et le chef-lieu de l'arrondissement de Grande-Rivière-du-Nord. Fondée en 1712, la ville a célébré en 2012 son 300e anniversaire.

## Géographie
La commune porte le nom du cours d'eau qui la traverse, la Grande Rivière du Nord qui a donné également son nom au massif montagneux de la chaîne de la Grande Rivière du Nord. Elle est située à environ 24 km du Cap-Haïtien, le chef-lieu du Nord. Elle est une zone montagneuse où il fait toujours frais et accuse une superficie de 128 km2.
La commune de la Grande Rivière du Nord est bornée au nord par les communes de : Milot, Quartier-Morin et Limonade ; à l'est par la commune de Sainte-Suzanne et à l'ouest par celle de Dondon. Elle touche aussi, au sud, Saint-Raphaël en formant un quadrangulaire avec Bahon-St Raphael-Dondon et Grande Rivière du Nord. Ce carré met au centre le Fort Rivière sans oublier aussi Sainte-Suzanne qu’elle rejoint au sud-est.

## Démographie
La commune est peuplée de 37 614 habitants(recensement par estimation de 2009).

## Histoire
En 1790, durant la Révolution haïtienne qui a conduit à l'indépendance du pays, le mulâtre Vincent Ogé dirige le soulèvement populaire de la Grande-Rivière-du-Nord.
Pendant l'occupation d'Haïti par les États-Unis de 1915 à 1934, Grande-Rivière-du-Nord est la base du mouvement de résistance mené par Charlemagne Péralte.

## Administration
La commune est composée de 6 sections communales :
| - Grand Gilles - Solon - Caracol | - Gambade - Jolitrou - Cormiers |

## Économie
L'économie locale repose sur la culture du café, du cacao et des fruits.
L'extraction minière est importante. on y extrait du zinc, du plomb, du cuivre et de l'argent.

## Établissements scolaires
- Lycée National Jean Jacques Dessalines
- Lycée du tricentenaire
- Institut Le H.E.R.O.S
- Collège de la Grande Rivière du Nord
- Collège de l'Union

## Personnalités liées à la commune
- Jean-Baptiste Chavannes (Grande-Rivière-du-Nord, vers 1748 - Port-au-Prince, 1791), combattant pour l'indépendance des États-Unis
- Jean-Jacques Dessalines (Grande-Rivière-du-Nord, 1758 - Pont-Rouge, 1806), acteur de la révolution haïtienne, puis couronné empereur Jacques Ier
- Jean Price-Mars (Grande-Rivière-du-Nord, 1876 - Pétionville, 1969), scientifique et diplomate
- Charlemagne Péralte (Hinche, 1886 - Grande-Rivière-du-Nord, 1919), résistant à l'occupation américaine de 1915
- Henry Namphy (Grande Riviere du Nord...) Homme Politique ancien président de la République
- Jean-Baptiste Riché, ancien combattant de l'indépendance d`Haïti et a perdu son œil droite dans la guerre et Président d`Haïti.
- Tirésias Simon Sam
- Vilbrun Guillaume Sam
- Jules Solime Milscent